# Добојско-бијељинска регија
Добојско-бијељинска регија се налази у сјеверном и сјевероисточном дијелу Републике Српске. 
На истоку, ријеком Дрином, граничи се са Србијом. Са Србијом регија граничи и на сјевероистоку, а ту границу чини ријека Сава. Сава је на сјеверу гранична ријека и са Хрватском. На сјеверу је и међуентитетска граница са Посавским кантоном Федерације Босне и Херцеговине кога чине двије општине, Оџак и Орашје. На западу регија граничи са Бањалучком регијом, а на југоистоку са Источносарајевско-зворничком регијом Републике Српске. Јужна граница је ентитетска граница са Федерацијом Босне и Херцеговине. Регија нема територијалну цјеловитост. Састоји се из двије мање регије, Добојске и Бијељинске, које су међусобно одвојене Брчко Дистриктом. Географски положај регије је повољан, нарочито саобраћајни. Регија је најближа саобраћајна веза између појединих дијелова Босне и Херцеговине, Хрватске и Србије. На њеној територији се укрштају жељезнички и друмски правци сјевер-југ и запад-исток (транзитни положај).

## Рељеф
Већи дио регије се налази у Панонској рељефној области Републике Српске. Алувијалне равни (Посавина, Семберија) и ниске, острвске планине (Мајевица, Вучијак, Требовац) су главно обиљежје ове регије. 
- Посавина, назив за уски појас ниског земљишта уз ријеку Саву. Повољно је искоришћена у пољопривредне сврхе.
- Семберија, велика алувијална раван (макроплавина) настала у подручју ушћа Дрине у ријеку Саву. Са југа је ограничена Мајевицом. Карактерише је веома плодно земљиште.
- Мајевица, ниска (највиши врх Столице, 916 метара) планина која се мањим дијелом налази на простору Бијељинске регије. Развође је између сливова Саве, Дрине и Босне. Богата је шумом и у подножју мрким угљем (рудник Угљевик).
- Требовац, планина у сјевероисточној Босни и Херцеговини смјештена између Градачца, Добоја и Модриче. Највиши врх је Вис (692 метара). На овом простору се налазе и заштићена стабла липе и јавора. Користи се и као спортски, рекреативни и планински туризам.
- Вучијак, планина која се налази у сјеверној Босни и Херцеговини између Саве, Босне и Укрине, код Модриче. То је типична острвска планина попут Мотајице и Просаре.
- У средишњем дијелу регије, у Ободу Панонске низије, су рудне и флишне планине Озрен и Борја.
- Озрен, планина између ријека Босне и Спрече. Највиши врх је Велика Остравица са 918 метара надморске висине. Добро је пошумљена.
- Борја, планина између ријека Велике и Мале Усоре. Највиши врх, Велика Руњевица, висок је 1078 метара. Борја је богата шумом и изворима минералних вода у подножју (бања „Врућица“ код Теслића).

Мањи, југозападни дио Добојске регије припада Планинско-котлинској рељефној области Републике Српске. То су сјеверни дијелови планине Влашић и планина Очауш са висином до 1400 метара.

## Клима и флора
Континентална клима је карактеристична за Посавину и Семберију. Љета су дуга, топла и сува, а зиме хладне. Када падне, снијег се задржава дуго, што повољно утиче на озиме пољопривредне културе. У већем дијелу регије клима је умјерено-континентална. Она је карактеристична у Перипанонском ободу и долинама ријека у јужном дијелу регије. Јасно су изражена сва четири годишња доба са умјерено топлим љетима и умјерено хладним зимама. Количина падавина је око 1000 милиметара. Само највиши планински предјели регије, планине Очуаш, Борја и Влашић имају планинску климу. Што се тиче природне слике пејзажа, она је измијењена сталним уништавањем шума, ширењем обрадивог земљишта, те подизањем насеља и изградњом путева. Природна вегетација у Панонској низији, степа, у потпуности је нестала и на њеном мјесту су оранице. Брдовити и планински дијелови регије су богати листопадном шумом (храст, граб, буква), рјеђе четинарском шумом и великим богатством гљива. 

## Воде и природна богатства
Ријеке Добојско-бијељинске регије су Црноморског слива. Највећа ријека је Сава. Њене највеће притоке су Укрина, Босна и Дрина. Притоке Босне су Усора и Спреча. Због дјелимично неуређених корита, ријеке ове регије често се изливају из корита и наносе велике штете становништву.
- Сава, ријека у сјеверној Босни и Херцеговини и највећа ријека у читавој земљи. То је мирна ријека погодна за риболов и рекреацију, те располажу значајним хидроенергетским потенцијалом. Улива се у Дунав.
- Дрина, ријека која обухвата источни дио Републике Српске. Правац њеног тока је од југа ка сјеверу. Најљепши и најдужи кањон (24 km) је од Жепе до Клотијевца. На Дрини су изграђене три хидроелектране: Вишеград, Бајина Башта и Зворник.
- Босна, централна ријека у Босни и Херцеговини. Ова ријека ријетко плави околно земљиште, осим низводно од Модриче, гдје се чешће излива. Долина ријеке Босне је најнасељенија област Босне и Херцеговине као и индустријски центар државе.
- Укрина, десна притока Саве. Настаје од Велике и Мале Укрине. Испред ушћа у Саву гради макроплавину Ивањско поље. Дуга је 120 km. То је најдужа домаћа ријека, јер читавим својим током тече кроз Републику Српску.
- Стари млин на ријеци Укрини
- Усора, лијева притока Босне у коју се улива код Добоја. Извире на планини Борји и дуга је 80 km.
- Спреча, десна притока Босне у коју се улива исто код Добоја. Извор јој је веома близу Дрини, али због нагиба рељефа отиче према западу и Босни. Дуга је 137 km. Дијелом тока чини ентитетску границу.

Језера, природних и вјештачких, у овој регији нема. Изузетак је Мезграјско језеро, вјештачког поријекла, које служи за снадбијевање ТЕ Угљевик. 
На бројним расједима, карактеристичним за ову регију, на додиру Панонске низије и Планинске области, јављају се извори минералних и термалних вода. На неким од њих изграђене су бање: „Врућица“ код Теслића и „Дворови“ код Бијељине. 
Што се ове регије тиче, велика богатства су и налазишта угља. Код Угљевика се експлоатише мрки угаљ, а у Станарима код Добоја угаљ лигнит. 

## Становништво
Површина Добојско-бијељинске регије је 4.426 km². На том простору је, према прелиминарним резултатима пописа из 2013. године, живјело 385.112 становника. Густина насељености је 87 становника на километар квадратни. Ово је најгушће насељена регије Републике Српске, Неравномјеран распоред становништва је, као и у осталим регијама Републике Српске, један од највећих демографских проблема. Концентрација становништва је највише везана за веће градске центре (Бијељина, Добој) док се истовремено сеоски (рурални) дијелови регије напуштају и празне. Повећање броја становника у градовима регије је резултат миграција у току и после грађанског рата у Босни и Херцеговини. Велики број избјеглог српског становништва са територије Федерације Босне и Херцеговине се стално населио у овој регији као и дио избјеглог становништва из Хрватске. 
Добојско-бијељинска регија се састоји од 14 општина. У Бијељинској регији (источни дио) су 3 општине, а у Добојској регији (западни дио) је 11 општина. Статус града имају Добој и Бијељина. 
Добој је град на лијевој обали Босне. Има изузетно повољан географски положај. Због тога се развио у важан саобраћајни чвор жељезничког и друмског саобраћаја у оквиру Босне и Херцеговине и Републике Српске. 
Бијељина је други град у Републици Српској по броју становника (45.000). Има изузетно повољан географски положај у средишту Семберије. Раскрсница путева је између Србије, Хрватске, Федерације Босне и Херцеговине и Републике Српске. Из тог разлога се развио у значајан трговачки, али и саобраћајни и индустријски центар. 
| Степен привредне развијености | Општине                                      |
| ----------------------------- | -------------------------------------------- |
| Развијене општине             | Бијељина, Теслић, Дервента, Модрича, Угљевик |
| Средње развијене општине      | Брод, Добој, Станари                         |
| Неразвијене општине           | Доњи Жабар, Пелагићево, Петрово, Шамац       |
| Изразито неразвијене општине  | Вукосавље, Лопаре                            |

## Привреда

### Пољопривреда
Пољопривреда је најважнија привредна грана регије. Обрадиво, плодно земљиште, вода и повољна клима су природни фактори који повољно утичу на ову дјелатност. Дуга традиција и повољан положај су такође предуслови интензивне пољопривреде. Најважнија грана пољопривреде у регији је земљорадња. Семберија, али и остали дијелови регије су ,, житница“ Републике Српске. Кукуруз и пшеница су најважније културе али се узгаја и индустријско биље (сунцокрет, дуван), крмно биље (луцерка) и поврће (купус, паприка, парадајз). Узгој воћа је везан за острвске планине и ниже планинске предјеле. Сточарство се базира на стајском узгоју свиња и говеда. 

### Индустрија
Индустрија, прије свега прехрамбена, има добру основу за развој на бази домаћих пољопривредних сировина. Прерада млијека и меса, те воћа и поврћа имају дугу традицију. Хемијска индустрија регије је значајно развијена. Рафинерија нафте у Броду и рафинерија моторних уља у Модричи су једина таква постројења у Босни и Херцеговини. И ове, али и друге индустријске гране имају потешкоће у свом развоју. На њих негативно утичу одређени друштвени фактори и успоравају развој индустрије. 

### Рударство и енергетика
Рударство и енергетика ове регије су уско повезане привредне дјелатности. На бази значајних резерви угља у Угљевику и Станарима изграђене су термоелектране.

### Саобраћај
Саобраћај регије се заснива на добром географском положају. Жељезничка пруга од Шамца преко Добоја и Сарајева повезује ову регију са луком Плоче у Хрватској. Ова пруга је, на сјеверу, веза са Хрватском и са државама средње Европе. Попречни правац од Новог Града преко Добоја и Зворника повезује регију са Србијом. Оба правца имају и међународни значај. 

### Туризам
Туризам је све значајнија грана привреде у Добојско-бијељинској регији. Бања „Врућица“ код Теслића и бања „Дворови“ код Бијељине су важни центри љечилишног и рекреационог туризма. Бања „Врућица“ је најопремљенија и најпосјећенија бања у Републици Српској. Њене термоминералне изворе су користили и Римљани. Све значајнији вид туризма у Републици Српској је и етно-туризам. Највеће етно-село у Републици Српској, Станишићи изграђено је код Бијељине. Читав комплекс дрвених кућица, угоститељски објекти, манастир Светог Николе, спортски терени и бројни други садржаји, привлаче и домаће и стране туристе. Туристичку понуду регије употпуњују вјерски (манастир Озрен) и градски туризам (стари град, тврђава Градина у Добоју). 